# Nadine Nassib Njeim
Nadine Nassib Njeim (tiếng Ả Rập: نادين نسيب نجيم; sinh ngày 7 tháng 2 năm 1984) là một nữ diễn viên người Liban và chủ nhân cuộc thi sắc đẹp được bầu làm Hoa hậu Liban 2004. Cô đại diện cho đất nước của mình tại Hoa hậu Hoàn vũ 2005 tại Thái Lan.

## Lý lịch
Njeim được sinh ra ở Beirut, có cha là người Cơ đốc giáo Lebanon (Nassib Njeim) từ Duris, quận Baalbek và là một người mẹ Hồi giáo Tunisia. Cô kết hôn với Hady Asmar và họ cùng nhau có hai con, một gái và một trai.

## Sự nghiệp sau cuộc thi
Sau khi đạt danh hiệu Hoa hậu Liban, Njeim đã theo đuổi sự nghiệp diễn xuất, và đã được chọn vào các vai chính khác nhau cho các phim truyền hình như Law và Cello, Samra 3eshk el nesa, nos yawm, alhayba, và tareeq và cô là người đầu tiên Nữ diễn viên Ả Rập được đề cử tham dự lễ hội quốc tế seoul cho nữ diễn viên xuất sắc nhất trong vai trò diễn xuất của cô ở Samra và cô đã đến giai đoạn cuối cùng với một nữ diễn viên người Nga. Nơi cô cũng là nữ diễn viên Ả Rập đầu tiên có loạt phim được lồng tiếng và được quay ở hơn 20 quốc gia ngoài thế giới Ả Rập và cô cũng là nữ diễn viên Ả Rập đầu tiên bị xử lý trên các tạp chí non_arab như ở Bosnia... Nói về sự chuyên nghiệp của cô ấy trong diễn xuất và các bộ phim như Xin lỗi mẹ.

### Quan điểm xã hội và tranh cãi
Năm 2016, là chủ đề của một số tranh cãi về quan điểm của cô về tình dục trước hôn nhân và bình đẳng giới, dựa trên nội dung của một cuộc phỏng vấn trước đây mà cô đã làm với Future TV vào năm 2012. Trong cuộc phỏng vấn, cô được hỏi về quan điểm về quan hệ tình dục trước hôn nhân và các câu hỏi giả định. Ví dụ, nếu con trai cô ấy muốn quan hệ tình dục ở tuổi 18 trước khi kết hôn, cô ấy có ủng hộ quyết định đó không. Cô ấy nói có và tiếp tục giải thích theo quan điểm của cô ấy là có lợi cho đàn ông tham gia vào quan hệ tình dục trước hôn nhân và tại sao điều đó không được chấp nhận đối với phụ nữ. Njeim, tiếp tục giải thích cụ thể tại sao cô ấy chống lại bình đẳng giới và là người ủng hộ vai trò giới truyền thống; "Tôi muốn phụ nữ ở lại phụ nữ. Nếu họ đánh đồng tôi với một người đàn ông, tôi sẽ cảm thấy như một người đàn ông. Tôi không muốn. Tôi muốn ở lại một người phụ nữ. " 
Đáp lại phản ứng dữ dội mà cô nhận được, Njeim tuyên bố trong một cuộc phỏng vấn khác rằng cô tin rằng nội dung của clip xuất hiện trở lại, đã được chỉnh sửa và dựng lên với mục đích duy nhất là làm mất uy tín của cô và phá hoại sự nghiệp của cô. Và những phát biểu của cô đã bị các nhà phê bình cố tình đưa ra khỏi bối cảnh. Xin nhắc lại, thực tế đó là một người ủng hộ quyền của phụ nữ và chống lại thông điệp của cô ấy thực sự thúc đẩy bình đẳng giới.
Njeim đóng vai chính trong loạt phim Liban Al Hayba, nhưng không có mặt trong phần 2, và sẽ không tiếp tục trong phần 3. Trong một cuộc phỏng vấn, cô tuyên bố rằng cảm thấy có sự khác biệt sáng tạo và vai trò là một người phụ nữ trong chương trình phù hợp với định kiến giới. Cô muốn nhân vật của mình tích cực hơn về thể chất.